# Assimi Goïta
Assimi Goïta (Bamako, Mali; 9 de noviembre de 1983) es un militar maliense con rango de general que se ha desempeñado como presidente de la transición de Mali desde el 28 de mayo de 2021. Fue designado por la Corte Constitucional tras un segundo golpe de Estado en el país en el que fue obligado a dimitir el presidente también de facto Ba N'Daou y del primer ministro Moctar Ouane. 
Previamente ocupó el puesto de Vicepresidente de facto de Malí encargado de defensa y de seguridad desde el 25 de septiembre de 2020 hasta asumir la presidencia. Lideró el Comité Nacional para la Salvación del Pueblo, que asumió el poder tras el golpe de Estado de Mali de 2020.

## Biografía
Hijo de un oficial de las Fuerzas Armadas de Malí, se formó en las academias militares de Malí y asistió en particular a la Prytanée militaire de Kati y a la Escuela Militar Conjunta de Koulikoro.  Está casado con Lala Diallo, que es miembro del pueblo Fula. 
Goïta fue entrenado en el pritaneo militar de Kati y en la Escuela de armas combinadas de Koulikoro. Sirvió como coronel en la unidad de fuerzas especiales de las Fuerzas Armadas de Malí.Dirige las fuerzas especiales malienses en el centro del país con el rango de coronel. Se enfrenta así a la insurgencia yihadista en Mali.  En 2018, conoció a Mamady Doumbouya, de Guinea.

### Golpe de Estado de 2020
Tras el golpe de Estado en Malí en 2020 Goïta se presentó como líder del Comité Nacional para la Salvación del Pueblo, creado por los militares rebeldes con el objetivo de liderar una transición en Malí y convocar nuevas elecciones para reemplazar a Ibrahim Boubacar Keïta.
Se informó que Goïta asumía desde el 27 de agosto las funciones de jefe de Estado de Malí.  La junta militar le otorgó las funciones a través de un «acta fundamental» publicada en el Diario Oficial de Malí del mismo día. 

### Vicepresidente de Malí
La CEDEAO sin embargo exigió que se situara al frente del país un civil. El 21 de septiembre, un día antes de que terminara el plazo dado por la CEDEAO, el propio Goïta anunció el nombramiento de Ba N'Daou como presidente de transición del país y que él asumía la vicepresidencia en una transición de 18 meses que culminaría en nuevas elecciones. Tomaron posesión como presidente y vicepresidente de Malí el 25 de septiembre en una ceremonia celebrada en Bamako.
El 1 de octubre de 2020 se publicó la «Carta de transición de Malí» donde se especifica, respondiendo a la petición de la CEDEAO, que el vicepresidente «encargado de las cuestiones de defensa y seguridad» no podrá reemplazar al presidente Ba N'Daou.

### Presidente transitorio de Malí

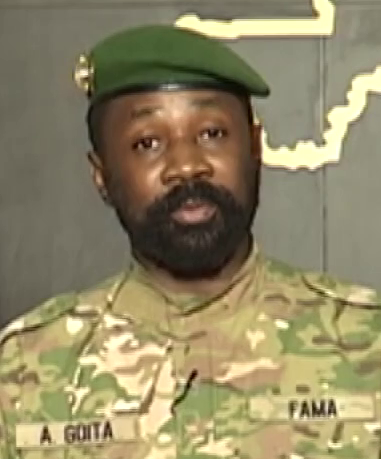
Goïta en 2021.

El 28 de mayo de 2021 Goïta fue designado por la Corte constitucional maliense presidente después de que el presidente de transición Ba N'Daou y el primer ministro Moctar Ouane fueran detenidos el 24 de mayo en un golpe de Estado y obligados a dimitir, tras la designación de un nuevo gobierno en el que habían dejado fuera a los coroneles Sadio Camara y Modibo Koné, dos ministros que habían participado en el golpe de Estado de 2020. Según Goïta, Bah N'Daw y Moctar Ouane no habían consultado los cambios lo que resultaba «una violación de la carta de la transición». Ambos fueron liberados el 27 de mayo.
El acta de la Corte constitucional estipula que el actual vicepresidente de la transición «ejerce las funciones, atributos y prerrogativas de presidente de la transición para conducir el proceso de transición a término» y que llevará «el título de presidente de la transición, jefe del Estado».
Goïta realizó su juramento como presidente transitorio el 7 de junio de 2021 y designó al líder de oposición Choguel Kokalla Maïga primer ministro transitorio del país.
El 20 de julio de 2021, Goïta fue atacado con un cuchillo mientras rezaba en la Gran Mezquita de Bamako en medio de las festividades del Eid al-Adha. Goïta resultó herido en el brazo, y el agresor fue inmediatamente detenido. El atacante, identificado como un maestro, murió mientras estaba bajo custodia cinco días después del ataque por causas desconocidas.
El 21 de febrero de 2022, se enmendó la carta de transición para prolongar la duración de la transición por un período indefinido de hasta cinco años. Se indicó que Goïta no sería elegible en las próximas elecciones presidenciales, a menos que renuncie a su cargo. Además, se establece que en caso de vacancia o impedimento de la presidencia, el presidente del Consejo Nacional de Transición ocupará sus funciones.
Goïta declaró su apoyo a la junta del Consejo Nacional para la Salvaguardia de la Patria (CNSP) tras el golpe de Estado en Níger de 2023, y el CNSP concedió posteriormente permiso a las Fuerzas Armadas malienses para entrar en Níger.
En octubre de 2023, Goïta mantuvo una llamada telefónica con Vladímir Putin, la tercera en menos de dos meses, en la que hablaron de relaciones comerciales y de seguridad. Más tarde, Goïta "expresó públicamente [su] gratitud por todo el apoyo que Rusia brinda a Malí".
El 13 de mayo, Goïta ordenó la disolución de todos los partidos politicos. El 3 de julio, el parlamento transicional de Mali, permitó a Goïta estar en su cargo para un mandato de cinco años, renovable "cuando sea necesario", y sin posibilidad de realizar una elección.